# BS 1192
BS 1192 — британский стандарт, устанавливающий методологию по управлению производством, распространению и качеству строительной информации, включая ту, которая разработана с помощью CAD систем, опираясь на системный процесс для совместной работы и четкие правила наименования.
Стандарт BS 1192 применяется ко всем участникам, вовлеченным в процессы проектирования, строительства, управления и демонтажа, то есть всего жизненного цикла проекта.
BS 1192 в значительной степени опирается на документ «Правила для строительной индустрии», выполненный Комитетом по управлению информацией о строительном проекте (CPIc).
Принципы по обмену информацией и совместному моделированию в равной степени применимы как к строительным, так и инфраструктурным проектам. Также стандарт BS 1192 является своего рода инструкцией для разработчиков программного обеспечения, которые могут приспосабливать свои приложения для внедрения стандарта через создание конфигурационных файлов и плагинов.

## Описание стандарта
Порядковый номер: BS 1192:2007
Название стандарта: Совместное производство архитектурной, инженерной и конструкторской информации. Нормы и правила
Дата публикации: 31 января 2008
Родственные стандарты: BS ISO 12006-2:2001, BS EN ISO 4157-1, BS EN ISO 4157-2, BS 7000-4, BS EN 82045-1, BS EN 82045-2, BS EN ISO 13567-1, BS EN ISO 13567-2, BS EN ISO 9001, BS ISO 12006-2, BS ISO 31, ISO 82045-5 Replaces: BS 1192-5:1998